# Benedekfalu
Benedekfalu (szlovákul Beňadiková) község Szlovákiában, a Zsolnai kerületben, a Liptószentmiklósi járásban.

## Fekvése
Liptószentmiklóstól 3 km-re keletre, a 18-as főút mellett fekszik.

## Története
Egy Benedek nevű nemes birtokán keletkezett Magyarfalu határában, a 13. század első felében. 1350-ben „Detryhfalua” néven említik először. 1357-ben „Detrichfalua” és „Benedukfalua”, 1480-ban „Detrihoweg” néven szerepel az írott forrásokban. Szlovák nevén csak 1773-ban említik először „Benedikowa” alakban. A Detrich, a Kissely és a Luby családok birtoka volt. 1784-ben 55 házában 330 lakos élt.
A 18. század végén Vályi András így ír róla: „BENEDEK FALVA. Benedikova. Tót falu Liptó Vármegyében, lakosai katolikusok, fekszik Sz. Andrásnak szomszédságában, mellynek filiája, saványú vizéröl nevezetes; egy harmadrésze földgyének sovány, és két harmadrésze dombokon fekszik, melly miatt mind mivelése, mind trágyázása nehezebb; de mivel legelője jó, és az Uraságtól ingyen fája mind tűzre, mind épűletre elég, Szent Miklósi piatztól is tsak 3/4. órányira van, a’ hol keresetre jó módgya, az első Osztályba számláltatott.”
1828-ban 55 háza és 369 lakosa volt, akik főként mezőgazdasággal foglalkoztak.
Fényes Elek 1851-ben kiadott geográfiai szótárában így ír a faluról: „Benedekfalva, (Benedikova), tót falu, Liptó vgyében, 24 kath., 345 evang. lak. Földe zabot, rozsot, árpát, lent terem; nevezetes savanyuviz-forrással, melly a helységen kivül a kertek közt fakad; a vizelletet nagyon hajtja, a vért s nedveket tisztitja; azért foganattal használtatik a melancholiában, máj- és lépdaganatokban, szorulásokban, bőrnyavalyákban sat. F. u. Detrich, Kissely, Luby. Ut. p. Okolicsna.”
A trianoni diktátumig Liptó vármegye Liptószentmiklósi járásához tartozott.

## Népessége
| Év:            | 1994. | 2004.   | 2014.    | 2024.   |
| -------------- | ----- | ------- | -------- | ------- |
| Emberek száma: | 431   | 435     | 481      | 527     |
| Eltérés:       |       | +0,92 % | +10,57 % | +9,56 % |

| Év:            | 2023. | 2024.   |
| -------------- | ----- | ------- |
| Emberek száma: | 528   | 527     |
| Eltérés:       |       | -0,18 % |

1880-ban 382 lakosából 304 szlovák és 51 magyar anyanyelvű volt.
1910-ben 259 lakosából 218 szlovák és 34 magyar anyanyelvű volt.
1930-ban 260 lakosából 246 csehszlovák, 12 magyar és 2 állampolgárság nélküli volt. Ebből 215 evangélikus, 36 római katolikus, 8 izraelita és 1 egyéb vallású volt.
2001-ben 436 lakosából 426 szlovák és 1 magyar volt.
2011-ben 466 lakosából 454 szlovák volt.
2021-ben 533 lakosából 519 (+2) szlovák, (+1) magyar, 1 ruszin, 10 egyéb és 3 ismeretlen nemzetiségű volt.

## Nevezetességei
- Egy 17. századi és egy 19. századi kúriája van.

## Ismert személyek
- Itt született 1893. május 15-én Thuránszky Pál magyar katonatiszt, földbirtokos, főispán, országgyűlési képviselő.